# 2022 no desporto
Nesta página encontram-se os fatos e referências do desporto que acontecerão durante o ano de 2022.

## Eventos

### Eventos multidesportivos
- 4 a 20 de fevereiro - Jogos Olímpicos de Inverno, em  Pequim [1]
- 4 a 13 de março - Jogos Paralímpicos de Inverno, em  Pequim [1]
- 1° a 15 de outubro - Jogos Sul-Americanos, em  Assunção [2]

### Atletismo
- 15 a 24 de julho - Campeonato Mundial de Atletismo, em  Eugene [3]

### Automobilismo
- 27 de fevereiro a 11 de setembro - Fórmula Indy [4]
- 12 de março a 11 de novembro - Mundial de Endurance (FIA WEC) [5]
- 20 de março a 20 de novembro - Fórmula 1 [6]
- 15 de maio a 20 de novembro - Fórmula 4 Brasil [7] [8] [9]
- 29 de maio - 500 Milhas de Indianápolis
- 11 e 12 de junho - 24 Horas de Le Mans

### Basquetebol
- 21 a 26 de junho - Copa do Mundo de Basquetebol 3x3, em  Antuérpia [10]
- 2 a 11 de setembro - Copa América de Basquetebol Masculino, em  Recife [11]

### Esportes Aquáticos
- 17 de junho a 3 de julho - Campeonato Mundial de Esportes Aquáticos, em  Budapeste [12]

### Futsal
- 29 de janeiro a 6 de fevereiro - Copa América de Futsal, no  Paraguai [13]

### Futebol
- 2 a 25 de janeiro - Copa São Paulo de Futebol Júnior [14]
- 9 de janeiro a 6 de fevereiro - Copa Africana de Nações, em  Camarões [15] [16]
- 3 a 12 de fevereiro - Copa do Mundo de Clubes da FIFA, nos  Emirados Árabes Unidos [17]
- 8 de fevereiro a 29 de outubro - Copa Libertadores da América [18]
- 20 de fevereiro - Supercopa do Brasil [19]
- 23 de fevereiro e 2 de março - Recopa Sul-Americana [20]
- 23 de fevereiro a 19 de outubro - Copa do Brasil [21]
- 8 de março a 1 de outubro - Copa Sul-Americana [18]
- 10 de abril a 13 de novembro - Campeonato Brasileiro [22] [23] [24]
- 8 a 30 de julho - Copa América Feminina, na  Colômbia [25]
- 10 de agosto - Supercopa da UEFA, em  Helsinque [26]
- 21 de novembro a 18 de dezembro - Copa do Mundo, no  Catar [27]

### Futebol de Areia
- 21 a 29 de maio - Copa América de Futebol de Areia, no  Paraguai [28]

### Ginástica
- 26 de junho a 17 de julho - Campeonato Pan-Americano de Ginástica, no  Rio de Janeiro [29]

### Voleibol
- 31 de maio a 17 de julho - Liga das Nações de Voleibol Feminino [30]
- 7 de junho a 24 de julho - Liga das Nações de Voleibol Masculino [30]
- 28 a 31 de julho - Challenger Cup de Voleibol Feminino, em  Zadar [31]
- 28 a 31 de julho - Challenger Cup de Voleibol Masculino, em  Seul [32]
- 26 de agosto a 11 de setembro - Campeonato Mundial de Voleibol Masculino, na  Eslovênia e  Polónia [33]
- 23 de setembro a 15 de outubro - Campeonato Mundial de Voleibol Feminino, nos  Países Baixos e  Polónia [34]

## Fa(c)tos

### Janeiro
- 25 de janeiro - O  Palmeiras vence a Copa São Paulo de Futebol Júnior [35]
- 29 de janeiro -  Ashleigh Barty vence a chave simples feminina do Australian Open de Tênis [36]
- 30 de janeiro
  -  Rafael Nadal vence a chave simples masculina do Australian Open de Tênis [37]
  -  Hélio Castroneves,  Oliver Jarvis,  Simon Pagenaud e  Tom Blomqvist, com um Acura ARX-05, vencem as 24 horas de Daytona [38]

### Fevereiro
- 6 de fevereiro
  -  Senegal vence a Copa Africana de Nações de Futebol [39]
  -  Argentina vence a Copa América de Futsal [40]
- 12 de fevereiro - O  Chelsea vence a Copa do Mundo de Clubes da FIFA de 2021 [41]
- 13 de fevereiro
  - O  Flamengo vence a Copa Intercontinental de Basquete [42]
  - Os Los Angeles Rams vencem o Super Bowl LVI e são campeões da NFL[43]
- 20 de fevereiro - O  Atlético Mineiro vence a Supercopa do Brasil de Futebol [44]

### Março
- 2 de março - O  Palmeiras vence a Recopa Sul-Americana [45]

### Abril
- 2 de abril
  - O  Fluminense vence o Campeonato Carioca de Futebol [46]
  - O  Atlético Mineiro vence o Campeonato Mineiro de Futebol [47]
  - O  Grêmio vence o Campeonato Gaúcho de Futebol [48]
  - O  Brusque vence o Campeonato Catarinense de Futebol [49]
- 3 de abril
  - O  Palmeiras vence o Campeonato Paulista de Futebol [50]
  - O  Coritiba vence o Campeonato Paranaense de Futebol [51]
  - O  Fortaleza vence a Copa do Nordeste de Futebol [52]
- 9 de abril - O  São Paulo vence a Basketball Champions League Américas [53]
- 23 de abril
  - O  Bayern de Munique vence o Campeonato Alemão de Futebol [54]
  - O  Paris Saint-Germain vence o Campeonato Francês de Futebol [55]
- 29 de abril - O  Itambé Minas vence a Superliga Brasileira de Voleibol Feminino [56]
- 30 de abril - O  Real Madrid vence o Campeonato Espanhol de Futebol [57]

### Maio
- 7 de maio - O  Porto vence o Campeonato Português de Futebol [58]
- 8 de maio - O  Sada Cruzeiro vence a Superliga Brasileira de Voleibol Masculino [59]
- 18 de maio - O  Eintracht Frankfurt vence a Liga Europa da UEFA [60]
- 22 de maio
  - O  Manchester City vence o Campeonato Inglês de Futebol [61]
  - O  Milan vence o Campeonato Italiano de Futebol [62]
- 25 de maio - O  Roma vence a Liga Conferência Europa da UEFA [63]
- 28 de maio - O  Real Madrid vence a Liga dos Campeões da UEFA [64]
- 29 de maio
  -  Paraguai vence a Copa América de Futebol de Areia [65]
  -  Marcus Ericsson vence as 500 Milhas de Indianápolis [66]

### Junho
- 1 de Junho - A  Argentina vence a Copa dos Campeões CONMEBOL–UEFA [67]
- 4 de Junho -  Iga Świątek vence a chave simples feminina do Torneio de Tênis de Roland Garros [68]
- 5 de Junho -  Rafael Nadal vence a chave simples masculina do Torneio de Tênis de Roland Garros [69]
- 9 de Junho -  Franca vence o Novo Basquete Brasil [70]
- 12 de Junho -  Brendon Hartley,  Ryō Hirakawa e  Sébastien Buemi, com um Toyota GR010 Híbrido, vencem as 24 Horas de Le Mans [71]
- 16 de Junho - O Golden State Warriors vence a NBA [72]

### Julho
- 9 de Julho -  Elena Rybakina vence a chave simples feminina do Torneio de Tênis de Wimbledon [73]
- 10 de Julho -  Novak Djokovic vence a chave simples masculina do Torneio de Tênis de Wimbledon [74]
- 17 de Julho - A  Itália vence a Liga das Nações de Voleibol Feminino [75]
- 24 de Julho
  - A  França vence a Liga das Nações de Voleibol Masculino [76]
  -  Jonas Vingegaard vence o Tour de France de Ciclismo [77]
- 30 de Julho - O  Brasil vence a Copa América Feminina de Futebol [78]
- 31 de Julho
  - A  Inglaterra vence o Campeonato Europeu de Futebol Feminino [79]
  - A  Croácia vence a Challenger Cup de Voleibol Feminino [80]
  -  Cuba vence a Challenger Cup de Voleibol Masculino [80]

### Agosto
- 10 de agosto - O  Real Madrid vence a Supercopa da UEFA de 2022 [81]
- 14 de agosto -  Stoffel Vandoorne vence o campeonato da Fórmula E [82]

### Setembro
- 8 de setembro -  Filipe Toledo vence a Liga Mundial de Surfe [83]
- 10 de setembro
  -  Felipe Drugovich vence o campeonato da Fórmula 2 [84]
  -  Iga Świątek vence a chave simples feminina do US Open de Tênis [85]
- 11 de setembro
  -  Victor Martins vence o campeonato da Fórmula 3 FIA [86]
  -  Will Power vence o campeonato da Fórmula Indy [87]
  - A  Argentina vence a Copa América de Basquetebol Masculino [88]
  -  Carlos Alcaraz vence a chave simples masculina do US Open de Tênis [89]
  - A  Itália vence o Campeonato Mundial de Voleibol Masculino [90]
- 18 de setembro
  - A  Espanha vence a EuroBasket [91]
  - As Las Vegas Aces vencem a WNBA [92]
- 24 de setembro - O  Corinthians vence o Campeonato Brasileiro de Futebol Feminino [93]
- 25 de setembro - O  América de Natal vence o Campeonato Brasileiro de Futebol da Série D [94]
- 30 de setembro - O  Cruzeiro vence o Campeonato Brasileiro de Futebol da Série B [95]

### Outubro
- 1 de outubro
  - Os   Estados Unidos vencem a Copa do Mundo de Basquetebol Feminino [96]
  - O  Independiente del Valle vence a Copa Sul-Americana de Futebol [97]
- 2 de outubro - O Cascavel Futsal Clube é campeão da Copa Libertadores de Futsal [98]
- 8 de outubro - O  Mirassol vence o Campeonato Brasileiro de Futebol da Série C [99]
- 9 de outubro -  Max Verstappen vence o campeonato da Fórmula 1 [100]
- 15 de outubro - A  Sérvia vence o Campeonato Mundial de Voleibol Feminino [101]
- 19 de outubro - O  Flamengo vence a Copa do Brasil de Futebol [102]
- 28 de outubro - O  Palmeiras vence a Copa Libertadores da América de Futebol Feminino [103]
- 29 de outubro - O  Flamengo vence a Copa Libertadores da América [104]

### Novembro
- 2 de novembro - O  Palmeiras vence o Campeonato Brasileiro de Futebol [105]
- 6 de novembro
  -  Francesco Bagnaia vence o campeonato da MotoGP [106]
  -  Joey Logano vence o campeonato da NASCAR Cup Series [107]

### Dezembro
- 11 de dezembro
  - O  Sir Safety Umbria Volley vence o Campeonato Mundial de Clubes de Voleibol Masculino [108]
  -  Rubens Barrichello vence o campeonato da Stock Car [109]
- 18 de dezembro
  - O  Imoco Volley vence o Campeonato Mundial de Clubes de Voleibol Feminino [110]
  - A  Argentina vence a Copa do Mundo de Futebol [111]
- 31 de dezembro -  Catherine Reline e  Andrew Kwemoi vencem a Corrida Internacional de São Silvestre [112]

## Mortes
| Data           | Nome               | Profissão                    | Nacionalidade                | Observações | Ref |
| -------------- | ------------------ | ---------------------------- | ---------------------------- | ----------- | --- |
| 1 de janeiro   | Dan Reeves         | Jogador de futebol americano | Estados Unidos               |             |     |
| 2 de janeiro   | Jens Jørgen Hansen | Futebolsita                  | Dinamarca                    |             |     |
| 3 de janeiro   | Viktor Saneyev     | Atleta                       | União Soviética/ Geórgia     |             |     |
| 4 de janeiro   | Rolf-Dieter Amend  | Canoísta                     | Alemanha                     |             |     |
| 4 de janeiro   | Anatoliy Kuksov    | Futebolista                  | União Soviética/ Ucrânia     |             |     |
| 5 de janeiro   | Anatole Novak      | Ciclista                     | França                       |             |     |
| 5 de janeiro   | Ralph Neely        | Jogador de futebol americano | Estados Unidos               |             |     |
| 6 de janeiro   | Robert Falkenburg  | Tenista                      | Estados Unidos               |             |     |
| 8 de janeiro   | Viktor Mazin       | Levantador de peso           | União Soviética/ Cazaquistão |             |     |
| 10 de janeiro  | Don Maynard        | Jogador de futebol americano | Estados Unidos               |             |     |
| 10 de janeiro  | Vladimir Dolgov    | Nadador                      | Ucrânia/ União Soviética     |             |     |
| 11 de janeiro  | Ahmet Yılmaz Çalık | Futebolista                  | Turquia                      |             |     |
| 13 de janeiro  | Raúl Vilches       | Voleibolista                 | Cuba                         |             |     |
| 18 de janeiro  | Francisco Gento    | Futebolista                  | Espanha                      |             |     |
| 18 de janeiro  | Lusia Harris       | Basquetebolista              | Estados Unidos               |             |     |
| 10 de abril    | Eya Guezguez       | Velejadora                   | Tunísia                      |             |     |
| 23 de maio     | Jaime Giollo       | Futebolista                  | Brasil                       |             |     |
| 1 de dezembro  | Ercole Baldini     | Ciclista                     | Itália                       |             |     |
| 7 de dezembro  | Armando González   | Canoísta                     | Espanha                      |             |     |
| 22 de dezembro | Pelé               | Futebolista                  | Brasil                       |             |     |